# الرقاب
الرقاب (به عربی: الرقاب) یک منطقهٔ مسکونی در تونس است که در استان سیدی بوزید واقع شده‌است. الرقاب ۱۱٬۴۳۰ نفر جمعیت دارد.